# Anlægsloftet
Anlægsloftet betegner den øvre økonomiske grænse for omfanget af anlæg af nye byggerier samt renoveringer af den eksisterende bygningsmasse i Danmarks kommuner og regioner.
Anlægsloftet blev indført som led i den stadig strammere økonomiske styring af kommunerne. Størrelsen aftales i de årlige aftaler om kommunernes økonomi, der indgås mellem regeringen og KL og aftalerne om regionernes økonomi mellem regeringen og Danske Regioner. Loftet indebærer, at en andel af kommunernes og regionernes bloktilskud gøres betinget af, at de budgetterede anlægsudgifter lever op til de aftalte rammer. Såfremt anlægsloftet overskrides i budgetterne, sanktioneres kommunerne og regionerne således ved at gå glip af en del af tilskuddet. Der er ikke fastsat sanktioner i de tilfælde, hvor kommuner og regioner i regnskaberne overskrider anlægsloftet.
I 2020 blev anlægsloftet midlertidigt suspenderet grundet coronapandemien. Det betød, at kommunerne brugte 3 milliarder kroner mere på anlæg end budgetteret. Anlægsloftet blev ligeledes suspenderet i 2009 og 2010, i årene efter finanskrisen. 
En metode til at undgå anlægsloftet er at opføre en bygning som et offentligt-privat partnerskab, da kommunen eller regionen her er lejer. Udgifterne til lejen vil derfor tælle som en serviceudgift. Det samme gælder udgifter til leasing.
Skiftende regeringer har ønsket at have et anlægsloft for at modvirke overophedning af økonomien. Kommunerne har omvendt argumenteret for, at anlægsloftet blokerer for udvikling, herunder også den grønne omstilling. Det har været foreslået politisk af blandt andre Enhedslisten at fritage grønne investeringer fra anlægsloftet.